# Enno Brokke
Enno Brokke (Den Haag, 10 juni 1919 - Arnhem, 11 februari 2007) was een Nederlands beeldend kunstenaar. Hij werkte als onder meer als tekenaar, schilder en graficus. Tussen 1945 en 1958 maakte hij deel uit van de groep van Cuijk.

## Leven en werk

### Opleiding
Door toedoen van een leraar aan de lagere school wist Brokke al op jonge leeftijd dat hij kunstenaar wilde worden. In Den Haag deed hij de HBS en maakte kennis met de kunstschilders Kees Andrea, Harry Verburg en Jan van Heel. Hij volgde rond 1935 tekenlessen aan de Eerste Nederlandse Vrije Studio. Zijn leraar was Christiaan de Moor. In 1937 deed hij een avondcursus aan de Koninklijke Academie van Beeldende Kunsten en sloot vriendschap met Wim Noordhoek (fotograaf). Hij werkte meerdere jaren als technisch tekenaar voor een carrosseriefabriek.

### Oorlogsjaren
Om in de Tweede Wereldoorlog aan tewerkstelling in Duitsland te ontkomen dook hij onder in noordoost Limburg (Plasmolen). Hij woonde met Noordhoek boven een bakkerij en vond een baan voor halve dagen als keramiekschilder bij pottenbakkerij De Olde Kruyk in Milsbeek. Nadat deze in 1943 moest sluiten werkten Brokke en Noordhoek als landarbeiders in Middelaar.
Tegen het eind van de oorlog staken zij de Maas over, verbleven kort in Sint Agatha, en woonden een jaar in Haps. Brokke vestigde zich vervolgens in het voormalig koetshuis van het landgoed de Overhage te Cuijk waar ook zijn vijf jaar oudere oom Henk Brokke onderdak vond.

### De Cuijkse Groep
Met Ap Sok, Jan Gregoor en Wim Noordhoek vormden zij na de oorlog en in de jaren 50 de Cuijkse Groep, die zich liet inspireren door het Land van Cuijk en bijeen kwam voor gesprekken over kunst. Andere kunstenaars in de nabijheid van deze groep waren  de broers René Smeets en Frans Smeets en de beeldhouwer Gerhard Bruning. Ook de Nijmeegse kunstenaar Toon Vijftigschild en vrienden als Ben Debij en Willem Hussem waren regelmatige bezoekers.
In 1947 maakten Brokke en Noordhoek een reis naar de Provence. Tijdens deze reis ontmoetten zij Constant Permeke, Pablo Picasso en Walter Vaes. Ook reisden ze samen naar Zwitserland. Onder stimulans van Ap Sok produceerde Brokke in zijn vroege periode verschillende soorten grafiek, waaronder etsen, linosnedes en houtsnedes.

### Reizen naar Lapland
Met zijn vrouw, de fotografe Elisabeth Brokke-Mulder (1926 -  2011), ondernam hij tussen 1951 en 1956 (en later) langdurige reizen naar Lapland waar zij gefascineerd werden door het ongerepte landschap rondom het Varangerfjord bij Hamningberg en waar zij de traditionele cultuur van de Samen van dichtbij beleefden. In 2012 verscheen hierover het boek Groeten uit Kautokeino met brieven, foto's en tekeningen die zij in deze periode maakten. Vanaf de jaren 80 beschikte het echtpaar over een huis in Finnmark waar zij jaarlijks een aantal maanden woonden en werkten. Tijdens overige studiereizen bezocht hij Rusland, Azië en Noord-Amerika.

### Velper jaren
Vanaf 1958 woonde hij met zijn vrouw  in de gemeente Rheden, in een huis van Natuurmonumenten. Hij gaf van 1956 tot 1960 les aan het Rhedens Lyceum. Van 1960 tot 1965 was hij docent aan de Academie voor Beeldende Kunst in Arnhem. Direct na de oprichting van Kunsthuis 13 in Velp was Brokke actief in de dagelijkse organisatie daarvan. Daarna exposeerde hij meerdere keren in Klas Vijf, de galerie van Kunsthuis 13-oprichter Guus Dijkhuizen in dezelfde plaats.

### Werk
Met zijn werk ontwikkelde Brokke zich van een veelzijdig ambachtsman (keramiekschilder,  graficus, toegepaste kunst) via een abstracte tussenfase tot een realistisch fijnschilder. Hij werkte vaak met acryl- en olieverf op paneel en board. Zijn thema's waren figuren, portretten, dieren, stillevens en (verlaten) landschappen. Een scherftegelmozaïek van zijn hand bevindt zich sinds 1962 aan een schoolgebouw in Dieren.
Citaat: "Het gaat mij om de dingen achter de dingen die ik schilder." (Enno Brokke 1997)

## Tentoonstellingen
- 1940 Den Haag, Kunstzaal 't Center (met Henk Brokke en Wim Noordhoek)
- 1942 Gennep, Potterij „Ceramique" (met Wim Noordhoek)
- 1946 Den Haag, Haagse Kunstkring (groepsexpositie)
- 1946 Cuijk, Stadhuis: Vijf jonge kunstenaars exposeren
- 1949 Den Haag, Pulchri Studio (groepsexpositie)
- 1952 Den Haag, Haags Gemeentemuseum (groepsexpositie)
- 1957 Amsterdam, Rijksprentenkabinet (groepsexpositie)
- 1957 Cuijk, Gemeentehuis
- 1957 Eindhoven, Stedelijk Van Abbe Museum: Kunstenaars uit Brabant
- 1958 Amsterdam, Stedelijk Museum: Kunstenaars uit Brabant
- 1958 Eindhoven, Stedelijk Van Abbe Museum: Kunstenaars uit Brabant
- 1959 Utrecht, Centraal Museum (groepsexpositie)
- 1968 Den Haag, Pulchri Studio
- 1969 Hulsberg, Galerie ’t Boerehöfke (met Hans Schrijen)
- 1976 Den Haag, Pulchri Studio
- 1973 Arnhem, Gemeentemuseum
- 1974 Hulsberg, Galerie ’t Boerehöfke
- 1977 Bleiswijk, Galerie Kom in de Kring (groepsexpositie)
- 1977 De Steeg, Kasteel Middachten (groepsexpositie)
- 1977 Cuijk, Gemeentehuis (groepsexpositie)
- 1977 Brugge, Galerie ’t Leerhuis
- 1977 Emmeloord, Domeinkantoor: De trein als inspiratiebron (groepsexpositie)
- 1979 De Steeg, Kasteel Middachten: Enno Brokke, Eretentoonstelling
- 1991 Eelderwolde, Scandinavisch Dorp (met Elisabeth Brokke)
- 1995 Arnhem, Provinciehuis: Stadskleur (groepsexpositie)
- 2000 Doorwerth, Kasteel Doorwerth: De Kerstman komt uit Lapland! (groepsexpositie)
- 2005 Velp, Klas Vijf Kunstkijktocht (atelierroute)
- 2008 Plasmolen, Stichting Jacques van Mourik: Vogelvlucht - 15 jaar verzamelen in Mook (groepsexpositie)
- 2008 Velp, Klas Vijf (groepsexpositie)
- 2011 Kautokeino (Noorwegen), Kautokeine Museum: Enno Brokke
- 2012-2013 Mook, Gemeentehuis: Overzichts-expositie Enno Brokke[4]